# Андерсон, Фрея
Фрея Энн Александра Андерсон (англ. Freya Ann Alexandra Anderson; род. 4 марта 2001, Биркенхед, Северо-Западная Англия) — британская пловчиха, олимпийская чемпионка 2020 года, двукратный призёр чемпионатов мира, девятикратная чемпионка Европы, двукратная чемпионка Европы на короткой воде. Член ордена Британской империи (MBE).

## Карьера
В 2017 году она выиграла три золотые медали на чемпионате Европы среди юниоров. Ей не было равных на дистанциях 50 и 100 метров вольным стилем.
В 2018 году на чемпионате континента по водным видам спорта она сумела завоевать два титула чемпионки Европы и две бронзовые медали турнира.    
На чемпионате мира в корейском Кванджу, в 2019 году, в составе смешанной эстафеты завоевала бронзовую медаль на дистанции 4 по 100 метров комбинированным плаванием. 
23 ноября 2019, Андерсон побила рекорд Великобритании на дистанции 200 метров вольным стилем в 1:53,33.  
В декабре 2019 года, в Глазго, на чемпионате Европы по плаванию на короткой воде, Фрея одержала победы на дистанциях 100 и 200 метров вольным стилем. В составе смешанной эстафетной четвёрки завоевала бронзу.  
В мае 2021 года на чемпионате Европы в Будапеште, Фрея в составе эстафетной четвёрки Великобритании на дистанции 4 по 100 метров завоевала золотую медаль, став пятикратной чемпионкой Европы. На следующий день в составе смешанной эстафеты 4 по 200 метров вольным стилем вновь завоевала золотую медаль. На дистанции 200 метров кролем завоевала бронзу. В эстафете 4 по 200 вольным стилем также завоевала золотую медаль. В смешанной эстафете 4 по 100 метров вольным стилем завоевала золотую медаль. 